# Liste der denkmalgeschützten Objekte in Stockerau
Die Liste der denkmalgeschützten Objekte in Stockerau enthält die 80 denkmalgeschützten, unbeweglichen Objekte der niederösterreichischen Stadt Stockerau im Bezirk Korneuburg.

## Denkmäler
| Foto  |                 | Denkmal                                                                                           | Standort                                                         | Beschreibung | Metadaten |
| ----- | --------------- | ------------------------------------------------------------------------------------------------- | ---------------------------------------------------------------- | --- | --- |
| ja    | Datei hochladen | Pestsäule HERIS-ID: 13081 Objekt-ID: 9248                                                         | vor Stockerauer-Straße 19 Standort KG: Oberzögersdorf            | Die Pestsäule inmitten von Oberzögersdorf, eine auf die Zeit nach 1713 datiert Wolkensäule mit bekrönendem Gnadenstuhl, steht auf einem Sockel mit Reliefs der Pestheiligen. | BDA-Hist.: Q38153027 Status: § 2a Stand der BDA-Liste: 2025-06-30 Name: Pestsäule GstNr.: 89/1                                                                                      |
| ja    | Datei hochladen | Ansitz, Ehemaliger Passauerhof HERIS-ID: 12970 Objekt-ID: 9136                                    | Austraße 14 Standort KG: Stockerau                               | Das Pennerhaus, ehemals Passauerhof genannt, befand sich von 1608 bis 1804 in Passauer Besitz und wurde dann zu einem Bürgerhaus. Der jetzige Bau wurde 1709 unter Bischof Philipp von Lamberg errichtet. An der reichen barocken Fassade ist über dem Mittelfenster eine barocke Figurengruppe zu sehen: hl. Dreifaltigkeit, Immaculata und hl. Florian. Im Inneren befinden sich drei Stuckdecken aus dem 18. Jahrhundert mit geflügelten Putti, männlichen Halbakten und auf Adlern reitende Putti. | BDA-Hist.: Q38150303 Status: Bescheid Stand der BDA-Liste: 2025-06-30 Name: Ansitz, Ehemaliger Passauerhof GstNr.: .132                                                             |
| ja    | Datei hochladen | Kleines Belvedere, Belvedereschlössl, Bezirksmuseum HERIS-ID: 12968 Objekt-ID: 9134               | Belvederegasse 3 Standort KG: Stockerau                          | Das Belvedereschlössl im Norden der Stockerauer Altstadt, um 1672/1701 als Lustschloss der Herrschaft Freisegg errichtet, hat zwei seitlich vorgezogene Treppentürmchen und eine Arkadenloggia mit Balustrade. Im Kellergeschoß wurde 1984 ein Bezirksmuseum eingerichtet. | BDA-Hist.: Q1504475 Status: § 2a Stand der BDA-Liste: 2025-06-30 Name: Kleines Belvedere, Belvedereschlössl, Bezirksmuseum GstNr.: 443/21 Belvedereschlössl Stockerau               |
| ja    | Datei hochladen | Wirtschaftsgebäude, Wohnhaus, Nebengebäude des Belvedereschlössls HERIS-ID: 13027 Objekt-ID: 9194 | Belvederegasse 5 Standort KG: Stockerau                          | Gegenüber vom Belvedere liegt ein ehemaliges Wirtschaftsgebäude des Schlosses. Das zweigeschoßige Haus mit Satteldach und Giebel wurde um 1700 errichtet. Von der Belvederegasse aus führt ein korbbogiges Portal in den Keller. | BDA-Hist.: Q38151798 Status: Bescheid Stand der BDA-Liste: 2025-06-30 Name: Wirtschaftsgebäude, Wohnhaus, Nebengebäude des Belvedereschlössls GstNr.: 25/1                          |
| ja    | Datei hochladen | Wohnhaus, ehem. Bürgerspital HERIS-ID: 12969 Objekt-ID: 9135                                      | Brodschildstraße 9 Standort KG: Stockerau                        | Der schlichte, zweigeschoßige Bau in der Brodschildstraße 9 ist durch ein Walmdach gedeckt. Er wurde 1841 als Bürgerspital erbaut, von 1864 bis 1872 als Gymnasium und Fortbildungsschule genutzt, danach bis 1892 wieder als Bürgerspital und heute als Wohnhaus. | BDA-Hist.: Q38150277 Status: § 2a Stand der BDA-Liste: 2025-06-30 Name: Wohnhaus, ehem. Bürgerspital GstNr.: .295                                                                   |
| ja    | Datei hochladen | Pest-/Dreifaltigkeitssäule HERIS-ID: 13056 Objekt-ID: 9223                                        | Brodschildstraße 9 Standort KG: Stockerau                        | Die Pestsäule vor dem ehemaligen Bürgerspital ist eine kleine Säule mit Gnadenstuhl aus der Zeit um 1680. | BDA-Hist.: Q38152402 Status: § 2a Stand der BDA-Liste: 2025-06-30 Name: Pest-/Dreifaltigkeitssäule GstNr.: .295                                                                     |
| ja    | Datei hochladen | Sog. Schlößl, ehem. Passauer Kastenamt HERIS-ID: 50665 Objekt-ID: 55870                           | Donaustraße 6 Standort KG: Stockerau                             | Das sogenannte Schlößl, im Kern aus der Mitte des 16. Jahrhunderts, Mitte des 18. Jahrhunderts barockisiert und ab 1832 romantisch-historistisch umgestaltet, diente von 1804 bis 1824 als staatliches Kastenamt und später als Wohnhaus. | BDA-Hist.: Q38041516 Status: Bescheid Stand der BDA-Liste: 2025-06-30 Name: Sog. Schlößl, ehem. Passauer Kastenamt GstNr.: .133/2, .133/1 Schlössl, ehem. Kastenamt Stockerau       |
| ja    | Datei hochladen | Wohnhaus HERIS-ID: 13004 Objekt-ID: 9170                                                          | Rathausplatz 16 Standort KG: Stockerau                           | Anmerkung: Identadresse Donaustraße 22 | BDA-Hist.: Q38151243 Status: § 2a Stand der BDA-Liste: 2025-06-30 Name: Wohnhaus GstNr.: 166/4                                                                                      |
| ja    | Datei hochladen | Freitreppe HERIS-ID: 13057 Objekt-ID: 9224                                                        | Dr. Karl Renner-Platz 2, bei Standort KG: Stockerau              | Der Dr.-Karl-Renner-Platz ist durch seine eindrucksvolle Platzgestaltung und eine prächtige Freitreppe vor der Westfassade der Kirche geprägt. | BDA-Hist.: Q38152411 Status: § 2a Stand der BDA-Liste: 2025-06-30 Name: Freitreppe GstNr.: 148/2                                                                                    |
| ja    | Datei hochladen | Wohn- und Geschäftshaus, ehem. Kirchenmühle HERIS-ID: 12972 Objekt-ID: 9138                       | Dr.-Karl-Renner-Platz 1 Standort KG: Stockerau                   | Die Ende des 17./Anfang des 18. Jahrhunderts errichtete Kirchenmühle verfügt über barocke Giebel. Sie wurde 1897 von der Stadt gekauft und im Zuge der Adaptierung als Elektrizitätswerk späthistoristisch fassadiert. | BDA-Hist.: Q38150333 Status: § 2a Stand der BDA-Liste: 2025-06-30 Name: Wohn- und Geschäftshaus, ehem. Kirchenmühle GstNr.: .298/1                                                  |
| ja    | Datei hochladen | Wohn- und Geschäftshaus HERIS-ID: 12973 Objekt-ID: 9139                                           | Dr.-Karl-Renner-Platz 2 Standort KG: Stockerau                   | Die in den Jahren 1898 bis 1900 von Max Kropf als Pendant zur Kirchenmühle umgebaute Haus verfügt über eine reiche, malerische Gliederung mit Erker und großem Volutengiebel. Seine zweiarmige Treppe mit Balustraden und mittlerer Ädikula wurde 1779 errichtet und 1898 von Kropf umgestaltet. | BDA-Hist.: Q38150344 Status: § 2a Stand der BDA-Liste: 2025-06-30 Name: Wohn- und Geschäftshaus GstNr.: .39                                                                         |
| ja    | Datei hochladen | Johanneskapelle HERIS-ID: 13058 Objekt-ID: 9225                                                   | in der Nähe von Dr.-Viktor-Adler-Straße 9 Standort KG: Stockerau | Die im späten 18. Jahrhundert erbaute Kapelle beherbergt eine Figur des hl. Johannes Nepomuk. | BDA-Hist.: Q38152433 Status: § 2a Stand der BDA-Liste: 2025-06-30 Name: Johanneskapelle GstNr.: 2153/1 Johanneskapelle Stockerau                                                    |
| ja    | Datei hochladen | Niembsch-Hof, ehem. Kaserne HERIS-ID: 13030 Objekt-ID: 9197                                       | Eduard Rösch-Straße 1 Standort KG: Stockerau                     | Der Neimbsch-Hof ist eine ehemalige Kavalleriekaserne. Der große, zweigeschoßige Komplex mit zwei Innenhöfen wurde von 1721 bis 1724 nach dem Normplan von Jakob Prandtauer errichtet, von 1871 bis 1875 umgebaut und erweitert und von 1958 bis 1961 für Wohnzwecke adaptiert. 1959 wurde im Erdgeschoß des südöstlichen Traktes eine Lenau-Gedenkstätte mit Archiv eingerichtet. Der schmucklose Komplex verfügt über Eckpavillons und Mittelrisalite mit Dreieckgiebel und ist durch ein genutetes Rundbogenportal mit großem Keilstein und Kugeln zugänglich. Außerdem verfügt der Bau über umlaufendes Kordongesims und hohe, charakteristische Rauchfänge.                     | BDA-Hist.: Q27919434 Status: § 2a Stand der BDA-Liste: 2025-06-30 Name: Niembsch-Hof, ehem. Kaserne GstNr.: .1/2 Niembsch-Hof in Stockerau                                          |
| ja    | Datei hochladen | Grafendorferhof HERIS-ID: 12974 Objekt-ID: 9140                                                   | Eduard Rösch-Straße 2 Standort KG: Stockerau                     | Der Grafendorferhof, 1927 von Karl Stepanek erbaut, ist eine große kommunale Wohnanlage mit übereck gestellter Fassade. | BDA-Hist.: Q38150364 Status: Bescheid Stand der BDA-Liste: 2025-06-30 Name: Grafendorferhof GstNr.: .901                                                                            |
| ja    | Datei hochladen | Wohnhaus, ehem. Florianikapelle HERIS-ID: 13037 Objekt-ID: 9204                                   | Eduard Rösch-Straße 56 Standort KG: Stockerau                    | Die erste bekannte Erwähnung der ehemaligen Florianikapelle erfolgte zu Anfang des 18. Jahrhunderts. 1801 wurde sie neu errichtet und erhielt um 1828 ihren Turm. Mitte des 19. Jahrhunderts wurde sie zu einem Feuerwehrdepot umgebaut und später zu einem Wohnhaus. Die Fassade mit Ortbänderung, gemischtlinigem Giebel und Frontispiz mit seitlichen Pilastern wurde 1828 gestaltet. | BDA-Hist.: Q38152070 Status: § 2a Stand der BDA-Liste: 2025-06-30 Name: Wohnhaus, ehem. Florianikapelle GstNr.: .522                                                                |
| ja    | Datei hochladen | Bildstock HERIS-ID: 13060 Objekt-ID: 9227                                                         | Ernstbrunnerstraße Standort KG: Stockerau                        | Das Kleindenkmal am Rand der Ernstbrunnerstraße ist einer von sechs Bildstöcken, die der Sage nach von der Ehefrau des hartherzigen Müllers der sogenannten Teufelsmühle errichtet wurde. Die anderen fünf Säulen stehen auf einer Strecke von rund 2 km nach Osten. | BDA-Hist.: Q38152476 Status: § 2a Stand der BDA-Liste: 2025-06-30 Name: Bildstock GstNr.: 3958/1                                                                                    |
| ja    | Datei hochladen | Jakowatz-Haus, Madonna HERIS-ID: 12977 Objekt-ID: 9143                                            | Hauptstraße 4 Standort KG: Stockerau                             | Der Kern des Bauwerks stammt aus der zweiten Hälfte des 17. Jahrhunderts. In einer Muschelnische an der Hauptfassade befindet sich eine 1675 bezeichnete barocke Mondsichelmadonna, die zwischen Engeln thront. Das Gebäude wurde 1950 restauriert. | BDA-Hist.: Q38150450 Status: Bescheid Stand der BDA-Liste: 2025-06-30 Name: Jakowatz-Haus, Madonna GstNr.: .145                                                                     |
| ja    | Datei hochladen | Wohn- und Geschäftshaus, Ehem. Gasthaus Zum goldenen Strauß HERIS-ID: 12979 Objekt-ID: 9145       | Hauptstraße 7 Standort KG: Stockerau                             | Das ehemalige Gasthaus Zum goldenen Strauß, errichtet im zweiten Viertel des 18. Jahrhunderts, ist ein großes Eckhaus mit barocker Pilastergliederung und figuralen Rankenbekrönungen im Obergeschoß. Erdgeschoß und Inneres wurden 1960/1961 modernisiert. | BDA-Hist.: Q38150495 Status: Bescheid Stand der BDA-Liste: 2025-06-30 Name: Wohn- und Geschäftshaus, Ehem. Gasthaus Zum goldenen Strauß GstNr.: .161                                |
| ja    | Datei hochladen | Wohn- und Geschäftshaus HERIS-ID: 12980 Objekt-ID: 9146                                           | Hauptstraße 9 Standort KG: Stockerau                             | Das barocke Haus mit Mansardenwalmdach verfügt über eine reiche Fassadengliederung mit Pilastern, gemischtlinigen Fenstergiebeln und Stuckparapeten. Ein kleines barockes Blechbild zeigt die Heilige Dreifaltigkeit. Durch eine kreuzgratgewölbte Durchfahrt gelangt man ins Innere. Innen ist eine Stuckdecke mit Bandlwerk aus dem zweiten Viertel des 18. Jahrhunderts erwähnenswert. | BDA-Hist.: Q38150506 Status: Bescheid Stand der BDA-Liste: 2025-06-30 Name: Wohn- und Geschäftshaus GstNr.: 153                                                                     |
| ja    | Datei hochladen | Wohn- und Geschäftshaus HERIS-ID: 12981 Objekt-ID: 9147                                           | Hauptstraße 10 Standort KG: Stockerau                            | Das Wohn- und Geschäftshaus Hauptstraße 10 hat barocke Feuergiebel und einen Baukern aus dem 16./17. Jahrhundert. | BDA-Hist.: Q38150562 Status: Bescheid Stand der BDA-Liste: 2025-06-30 Name: Wohn- und Geschäftshaus GstNr.: 99, .148                                                                |
| ja    | Datei hochladen | Wohnhaus HERIS-ID: 12983 Objekt-ID: 9149                                                          | Hauptstraße 12 Standort KG: Stockerau                            | Das ehemalige Wohnhaus von Leopold Forstner verfügt über eine Fassade aus dem zweiten Viertel des 18. Jahrhunderts mit gebändertem Erdgeschoß, Pilastergliederung im Obergeschoß, alternierenden Fenstergiebeln und Parapetfeldern mit Bandlwerk. Die rundbogige Durchfahrt an der linken Fensterachse wurde im dritten Viertel des 19. Jahrhunderts gestaltet. Die Immaculata-Figur über der Durchfahrt wurde später hinzugefügt. Innen befindet sich eine Stuckdecke mit Bandlwerk und figuralen Reliefmedaillons. | BDA-Hist.: Q38150587 Status: Bescheid Stand der BDA-Liste: 2025-06-30 Name: Wohnhaus GstNr.: .149                                                                                   |
| ja    | Datei hochladen | Wohn- und Geschäftshaus, Stefsky-Haus HERIS-ID: 12984 Objekt-ID: 9150                             | Hauptstraße 14 Standort KG: Stockerau                            | Das Stefsky-Haus ist ein Ende des 17. Jahrhunderts errichtetes Gebäude, das einst Sitz der Freysegger war. | BDA-Hist.: Q38150655 Status: Bescheid Stand der BDA-Liste: 2025-06-30 Name: Wohn- und Geschäftshaus, Stefsky-Haus GstNr.: .150, 96                                                  |
| ja    | Datei hochladen | Bürgerhaus, Manhart-Haus HERIS-ID: 12985 Objekt-ID: 9151                                          | Hauptstraße 16 Standort KG: Stockerau                            | Das Ende des 16. Jahrhunderts erbaute Manhart-Haus ist ein breites Eckhaus mit einem Runderker auf figuralen Konsolen und gekehltem Steinportal. | BDA-Hist.: Q38150666 Status: Bescheid Stand der BDA-Liste: 2025-06-30 Name: Bürgerhaus, Manhart-Haus GstNr.: .98/1                                                                  |
| ja    | Datei hochladen | Wohn- und Geschäftshaus, Kotowicz-Haus HERIS-ID: 12986 Objekt-ID: 9152                            | Hauptstraße 19 Standort KG: Stockerau                            | Das Kotowicz-Haus ist ein Eckhaus zum kleinen Platz vor der Kirchenstiege. Die Fassade wurde im späten 18. Jahrhundert gestaltet. Aus dem letzten Viertel des 17. Jahrhunderts stammt eine Madonna als Nischenfigur. Zur Ausstattung zählt eine gotische Wendeltreppe aus der Zeit um 1500. | BDA-Hist.: Q38150738 Status: Bescheid Stand der BDA-Liste: 2025-06-30 Name: Wohn- und Geschäftshaus, Kotowicz-Haus GstNr.: .40/2                                                    |
| ja    | Datei hochladen | Wohn- und Geschäftshaus HERIS-ID: 12987 Objekt-ID: 9153                                           | Hauptstraße 21 Standort KG: Stockerau                            | | BDA-Hist.: Q38150770 Status: § 2a Stand der BDA-Liste: 2025-06-30 Name: Wohn- und Geschäftshaus GstNr.: .39                                                                         |
| ja    | Datei hochladen | Wohn- und Geschäftshaus, Scherer-Haus HERIS-ID: 12988 Objekt-ID: 9154                             | Hauptstraße 22 Standort KG: Stockerau                            | Das Scherer-Haus ist ein barockes Eckhaus mit rundbogigem Portal. Über dem Portal ist eine Kartusche mit dem Wappen der Herren von Kornritter zu sehen. Das Obergeschoß ist durch Pilaster gegliedert und verfügt über Fenstergiebel und Parapetfelder mit Bandlwerkstuck aus dem zweiten Viertel des 18. Jahrhunderts. Zur Ausstattung zählt eine reich geschnitzte Innentür aus dem zweiten Viertel des 17. Jahrhunderts. | BDA-Hist.: Q38150800 Status: Bescheid Stand der BDA-Liste: 2025-06-30 Name: Wohn- und Geschäftshaus, Scherer-Haus GstNr.: .95/1                                                     |
| ja    | Datei hochladen | Alte Kirchenstiege HERIS-ID: 13065 Objekt-ID: 9232                                                | neben Kirchenplatz 1 Standort KG: Stockerau                      | Die alte Kirchenstiege wurde 1934 oder 1936 vom Architekten Ferdinand Langer durch einen Ehrenbogen zum Heldendenkmal für die Gefallenen des 1. Weltkrieges umgestaltet. | BDA-Hist.: Q38152590 Status: § 2a Stand der BDA-Liste: 2025-06-30 Name: Alte Kirchenstiege GstNr.: 2079/31                                                                          |
| ja    | Datei hochladen | Wohn- und Geschäftshaus, Hartl-Haus HERIS-ID: 12989 Objekt-ID: 9155                               | Hauptstraße 23 Standort KG: Stockerau                            | Das Hartl-Haus verfügt über eine Fassadengestaltung aus dem letzten Viertel des 18. Jahrhunderts und ein korbbogiges Steinportal. Im Innenhof sind Arkadenreste aus dem 16. Jahrhundert erhalten. | BDA-Hist.: Q38150814 Status: Bescheid Stand der BDA-Liste: 2025-06-30 Name: Wohn- und Geschäftshaus, Hartl-Haus GstNr.: .41                                                         |
| ja    | Datei hochladen | Wohn- und Geschäftshaus, Schaumann-Haus HERIS-ID: 12991 Objekt-ID: 9157                           | Hauptstraße 26 Standort KG: Stockerau                            | Das Schaumann-Haus ist durch ein mit 1756 bezeichnetes Steinportal zugänglich. Teile der Fassade wurden 1856 gestaltet. In einem Ziergiebel befindet sich ein barockes Steinrelief der Heiligen Dreifaltigkeit aus dem ersten Viertel des 18. Jahrhunderts. | BDA-Hist.: Q38150837 Status: Bescheid Stand der BDA-Liste: 2025-06-30 Name: Wohn- und Geschäftshaus, Schaumann-Haus GstNr.: 73                                                      |
| ja    | Datei hochladen | Ehem. Bürgerspitalskapelle hl. Sebastian HERIS-ID: 12993 Objekt-ID: 9159                          | Hauptstraße 52 Standort KG: Stockerau                            | Die ehemalige Bürgerspitalskapelle hl. Sebastian ist eine von Mathias Gimbeness ausgeführte schlichte Saalkirche mit leicht vorspringender Turmfassade. Vor 1636 begonnen und 1639 geweiht, wurde die Kirche 1783 geschlossen und für militärische Zwecke adaptiert. Nach einer Renovierung im Jahr 1892 wurde sie als evangelische Kirche genutzt und 1941 erneut profaniert. | BDA-Hist.: Q38150877 Status: § 2a Stand der BDA-Liste: 2025-06-30 Name: Ehem. Bürgerspitalskapelle hl. Sebastian GstNr.: .70/1                                                      |
| ja    | Datei hochladen | Wohnhaus, ehem. Bürgerspital, sog. Stöckelkaserne HERIS-ID: 13042 Objekt-ID: 9209                 | Hauptstraße 52 Standort KG: Stockerau                            | Das ehemalige Bürgerspitalsgebäude stammt im Kern aus dem 17. Jahrhundert. 1780 wurde es aufgestockt und von 1798 bis 1870 als Kaserne genutzt. 1843/1844 wurde es wegen Baufälligkeit durch Georg Stöger fast zur Gänze neu erbaut. Heute wird der einfache und schmucklose Bau als Wohnhaus genutzt. | BDA-Hist.: Q38152149 Status: § 2a Stand der BDA-Liste: 2025-06-30 Name: Wohnhaus, ehem. Bürgerspital, sog. Stöckelkaserne GstNr.: .70/1                                             |
| ja    | Datei hochladen | Figur, hl. Johannes Nepomuk HERIS-ID: 13066 Objekt-ID: 9233                                       | bei Hornerstraße 19 Standort KG: Stockerau                       | Die Figur des hl. Johannes Nepomuk wurde 1764 vom Ehepaar Josef und Katharina Röger gestiftet. Ursprüngliche Inschrift: In gLorIaM DIVo Ioanni (nicht mehr lesbar: - est haeC statVa faCta = MDCCLXIIII) | BDA-Hist.: Q38152613 Status: Bescheid Stand der BDA-Liste: 2025-06-30 Name: Figur, hl. Johannes Nepomuk GstNr.: 2109/2 Stockerau Statue Johannes Nepomuk (Horner Straße)            |
| ja    | Datei hochladen | Kloster Koloman HERIS-ID: 12994 Objekt-ID: 9160                                                   | Hornerstraße 75 Standort KG: Stockerau                           | Das Kloster St. Koloman ist ein großer, mannigfaltig gegliederter Bau, der von 1912 bis 1913 nach Plänen von Bruno Buchwieser senior anstelle eines älteren Klosters errichtet wurde. Von 1936 bis 1937 wurde das Kloster wieder mit Buchwieser um einen Nordtrakt erweitert sowie eine neue Klosterkirche errichtet und 1978 erfolgte südseitig ein viergeschoßiger Zubau. | BDA-Hist.: Q1776097 Status: § 2a Stand der BDA-Liste: 2025-06-30 Name: Kloster Koloman GstNr.: 1334/2, 1334/3 Monastery St. Koloman (Stockerau)                                     |
| ja    | Datei hochladen | Wohn- und Geschäftshaus HERIS-ID: 13043 Objekt-ID: 9210                                           | Josef Wolfik-Straße 2 Standort KG: Stockerau                     | Das Wohn- und Geschäftshaus in der Josef-Wolfik-Straße 2 ist ein breites dreigeschoßiges Jugendstilhaus, errichtet nach 1900 durch Friedrich Kleibl, mit drei Ziergiebeln und einem Erkervorbau in der Mittelachse. Die Durchfahrt ist mit Jugendstildekor ausgeführt. | BDA-Hist.: Q38152192 Status: Bescheid Stand der BDA-Liste: 2025-06-30 Name: Wohn- und Geschäftshaus GstNr.: .218/1                                                                  |
| ja    | Datei hochladen | Postgebäude, Wohnhaus, ehem. Posthof HERIS-ID: 12996 Objekt-ID: 9162                              | Josef Wolfik-Straße 12 Standort KG: Stockerau                    | Das Haus in der Josef-Wolfik-Straße 12 wurde 1573 erwähnt und bis 1904 als Poststation genutzt. Die Fassade wurde im frühen 18. Jahrhundert gestaltet. Das genutete Erdgeschoß verfügt über ein korbbogiges Tor, das zu einer tonnengewölbten Durchfahrt führt. Der mächtige, ins Mansardenwalmdach einbezogene Mittelturm ist mit einer Sonnenuhr ausgestattet. | BDA-Hist.: Q38150908 Status: Bescheid Stand der BDA-Liste: 2025-06-30 Name: Postgebäude, Wohnhaus, ehem. Posthof GstNr.: .224                                                       |
| ja    | Datei hochladen | Ulanendenkmal HERIS-ID: 21550 Objekt-ID: 17870                                                    | gegenüber Schulgasse 4 Standort KG: Stockerau                    | Das Kriegerdenkmal im Stadtpark – mit dem Relief eines reitenden Dragoners – wurde um 1930 nach einem Entwurf von Leopold Forstner zum Gedenken an die Gefallenen des Ulanen-Regiments Nr. 5 errichtet. | BDA-Hist.: Q37863318 Status: § 2a Stand der BDA-Liste: 2025-06-30 Name: Ulanendenkmal GstNr.: 148/2 Ulanendenkmal in Stockerau                                                      |
| ja    | Datei hochladen | Bildstock HERIS-ID: 13068 Objekt-ID: 9235                                                         | vor Kirchenplatz 3 Standort KG: Stockerau                        | Die Tabernakelsäule am Kirchenplatz vor dem ehemaligen Museum wurde 1953 aus Wolfpassing an ihren heutigen Standort übertragen. Das Denkmal wurde um 1580 geschaffen. Auf seinem achtseitigen Pfeiler ruht ein Steintabernakel, das Fragmente von Reliefs aufweist. | BDA-Hist.: Q38152649 Status: § 2a Stand der BDA-Liste: 2025-06-30 Name: Bildstock GstNr.: 2079/30                                                                                   |
| ja BW | Datei hochladen | Pfarrhof und Portalmauer HERIS-ID: 12999 Objekt-ID: 9165                                          | Kirchenplatz 3 Standort KG: Stockerau                            | Der im Kern mittelalterliche Pfarrhof wurde 1598 urkundlich erwähnt. Im ersten Viertel des 18. Jahrhunderts wurde er umgebaut und erweitert. Die Umfassungsmauer verfügt über ein barockes Portal mit gesprengten Rundgiebeln, Ziervasen und großer skulptierter Wappenkartusche. In einer mit 1709 bezeichneten Inschrift, flankiert von Voluten mit Putten, wird Johann Philipp von Bamberg, der ehemalige Bischof von Passau, erwähnt. | BDA-Hist.: Q38151086 Status: Bescheid Stand der BDA-Liste: 2025-06-30 Name: Pfarrhof und Portalmauer GstNr.: 34 Pfarrhof in Stockerau                                               |
| ja    | Datei hochladen | Kath. Stadtpfarrkirche hl. Stephan HERIS-ID: 12965 Objekt-ID: 9131                                | Kirchenplatz 4 Standort KG: Stockerau                            | Die auf einem Hügel inmitten der Altstadt gelegene Pfarrkirche hl. Stephan ist eine große spätbarock-frühklassizistische Saalkirche mit eingezogener Apsis, seitlichen Anbauten und einem mächtigen, 88 Meter hohen Turm, der das Stadtbild beherrscht. Die Kirche wurde im 18. Jahrhundert anstelle eines romanischen Vorgängers errichtet. | BDA-Hist.: Q2083245 Status: § 2a Stand der BDA-Liste: 2025-06-30 Name: Kath. Stadtpfarrkirche hl. Stephan GstNr.: .38 Stadtpfarrkirche Stockerau                                    |
| ja    | Datei hochladen | Maria Immaculata-Säule HERIS-ID: 13069 Objekt-ID: 9236                                            | bei Landstraße 16 Standort KG: Stockerau                         | Die Maria-Immaculata-Säule auf dem ehemaligen Anger der Landstraße befand sich von 1729 bis 1783 im ehemaligen Franziskanerkloster und wurde bei dessen Auflösung an ihren heutigen Standort übertragen. Der quadratische Unterbau verfügt über Bandlwerkdekor und ein Relief der Heiligen Familie. Auf den Eckvoluten stehen Figuren der Heiligen Karl Borromäus, Rochus, Sebastian und Leopold. In der Mitte erhebt sich eine gedrehte Wolkensäule mit bekrönender Immaculata-Figur. | BDA-Hist.: Q38152689 Status: § 2a Stand der BDA-Liste: 2025-06-30 Name: Maria Immaculata-Säule GstNr.: 2079/1 Immaculata pillar, Stockerau                                          |
| ja    | Datei hochladen | Altes Krankenhaus HERIS-ID: 12997 Objekt-ID: 9163                                                 | Landstraße 16 Standort KG: Stockerau                             | Das im Jahr 1770 gestiftete und mehrfach vergrößerte Krankenhaus hat eine späthistoristische Fassade mit Lisenengliederung, großem Ziergiebel und einem Flachrelief, auf dem ein Engel mit dem Stadtwappen dargestellt ist. In der Mitte befindet sich unter einem Baldachin eine Steinpietà. Rechts verläuft ein schmaler, niedriger Seitentrakt mit verglasten Arkaden. An der Hofseite erhebt sich ein Treppenturm mit Zwiebeldach. | BDA-Hist.: Q38150986 Status: Bescheid Stand der BDA-Liste: 2025-06-30 Name: Altes Krankenhaus GstNr.: 1191 Pflegeheim Stockerau                                                     |
| ja    | Datei hochladen | Ehem. Synagoge, Evang. Lutherkirche HERIS-ID: 13009 Objekt-ID: 9175                               | Manhartstraße 24 Standort KG: Stockerau                          | Die ehemalige Synagoge wurde 1903 von Leopold Holdaus errichtet. Bei der Umgestaltung zur evangelischen Kirche im Jahr 1938 erhielt die Fassade einen turmartigen Aufbau. Die Seitenfassaden, mit Pilastern und Biforienfenstern, sind noch im Originalzustand. Im Inneren befindet sich ein Saalraum mit Altarnische und seitlichen Holzemporen. Der im späten 19. Jahrhundert angefertigte Altar wurde von der alten evangelischen Kirche übertragen. | BDA-Hist.: Q38151385 Status: § 2a Stand der BDA-Liste: 2025-06-30 Name: Ehem. Synagoge, Evang. Lutherkirche GstNr.: .671 Lutherkirche Stockerau                                     |
| ja    | Datei hochladen | Figur Maria Immaculata HERIS-ID: 13070 Objekt-ID: 9237                                            | Mühlgasse 7, in der Nähe Standort KG: Stockerau                  | Die Immaculata-Säule vor der Gabesammühle wurde laut Inschrift 1784 errichtet. Die Maria-Immaculata-Figur erhebt sich, von Engeln umgeben, auf einem Sockel mit Voluten. | BDA-Hist.: Q38152704 Status: § 2a Stand der BDA-Liste: 2025-06-30 Name: Figur Maria Immaculata GstNr.: 2079/46 Immaculata statue, Stockerau                                         |
| ja    | Datei hochladen | Mühle, Wohnhaus, Gabesammühle HERIS-ID: 13028 Objekt-ID: 9195                                     | Mühlgasse 9 Standort KG: Stockerau                               | Die ehemalige Mühle, ein Bau des 16./17. Jahrhunderts, wurde nach einem Brand 1976 in stark vereinfachter Form wiedererrichtet. | BDA-Hist.: Q38151860 Status: § 57-Mandatsbescheid Stand der BDA-Liste: 2025-06-30 Name: Mühle, Wohnhaus, Gabesammühle GstNr.: .106/1                                                |
| ja    | Datei hochladen | Prinz Eugen-Kaserne HERIS-ID: 13024 Objekt-ID: 9190                                               | Prinz Eugen-Straße 1 Standort KG: Stockerau                      | Am 1. August 1898 erfolgte die kommissionelle Kollaudierung der mithilfe der freigiebigen Stadtverwaltung neu errichteten Kaserne; am 12. August des Jahres bezogen Teile des k.k. Landwehr-Ulanen-Regiments Nr. 5 das von Max Conrad Kropf (1858–1940) als Landwehrkavallerie-Kaserne II geplante Garnisonsgebäude (das 1937 seinen heutigen Namen erhielt). Ende 2006 verkauft die Republik das Gebäuden an ein Konsortium, das es zu einer Wohnanlage umbaute. Anmerkung: Identadressen Unter den Linden 28, 30; Schaumanngasse 11-15 | BDA-Hist.: Q38151740 Status: Bescheid Stand der BDA-Liste: 2025-06-30 Name: Prinz Eugen-Kaserne GstNr.: .636/1, .636/2, 519/106 Prince Eugene barracks in Stockerau                 |
| ja    | Datei hochladen | Figur Urlaubergruppe HERIS-ID: 13072 Objekt-ID: 9239                                              | Pragerstraße Standort KG: Stockerau                              | Die Urlaubergruppe wurde laut Inschrift 1718 geschaffen. Sie ruht auf einem ovalen Sockel mit Voluten. | BDA-Hist.: Q38152781 Status: § 2a Stand der BDA-Liste: 2025-06-30 Name: Figur Urlaubergruppe GstNr.: 2093/1                                                                         |
| ja    | Datei hochladen | Bildstock HERIS-ID: 13073 Objekt-ID: 9240                                                         | nordwestlich Pragerstraße 690 Standort KG: Stockerau             | Die Pestsäule an der Gemeindegrenze zu Oberollendorf wurde 1713 errichtet. Der Aufsatz verfügt über ein Relief der heiligen Rosalia. | BDA-Hist.: Q38152835 Status: § 2a Stand der BDA-Liste: 2025-06-30 Name: Bildstock GstNr.: 697                                                                                       |
| ja    | Datei hochladen | Industriemühle, Ehem. Postmühle HERIS-ID: 21554 Objekt-ID: 17874                                  | Pragerstraße 77 Standort KG: Stockerau                           | Die ehemalige Postmühle wurde zwischen 1904 und 1938 zur Herstellung von Glasfasern und Naphthalin genutzt und gehört heute (2014) der Firma Isover Austria. | BDA-Hist.: Q37863362 Status: Bescheid Stand der BDA-Liste: 2025-06-30 Name: Industriemühle, Ehem. Postmühle GstNr.: 1125                                                            |
| ja    | Datei hochladen | Dreifaltigkeitssäule HERIS-ID: 13074 Objekt-ID: 9241                                              | gegenüber Rathausplatz 3 Standort KG: Stockerau                  | Die Dreifaltigkeitssäule auf dem Rathausplatz ist eine von Balustraden umgebene, den Platz beherrschende Säule, geschaffen vom Bildhauer Giovanni Stanetti zwischen 1713 und 1716. Auf ihrem hohen dreiseitigen Unterbau sind vergoldete Reliefs des Lebens Christi mit typologischen Entsprechungen des Alten Testaments zu sehen. An den Ecken befinden sich Putti mit Sternen. Auf Postamenten ruhen Statuen der Pestheiligen Rochus, Sebastian und Koloman, dazwischen kniend die Heiligen Franz von Assisi, Karl Borromäus und Rosalia. Ein Wolkenobelisk mit Maria Immaculata und Putten wird von Engelskaryatiden getragen. Obenauf befindet sich eine Dreifaltigkeitsgruppe. | BDA-Hist.: Q38152863 Status: § 2a Stand der BDA-Liste: 2025-06-30 Name: Dreifaltigkeitssäule GstNr.: 2079/15 Dreifaltigkeitssäule in Stockerau                                      |
| ja    | Datei hochladen | Rathaus HERIS-ID: 12998 Objekt-ID: 9164                                                           | Rathausplatz 1 Standort KG: Stockerau                            | Das Rathaus wurde 1716 vom Markt erworben. Der Südflügel stammt im Kern aus dem 16./17. Jahrhundert. Ost- und Nordflügel wurden 1728/1739 einheitlich barock umgebaut. Die schlossartige Fassade zum Rathausplatz hat elf Achsen, einen übergiebelten Mittelrisalit, ein gebändertes Erdgeschoß sowie ein Obergeschoß mit konischen, von rechteckigen Pilastern hinterlegten Fenstergiebeln und eisernen Fensterkörben. Der dreiachsige Mittelrisalit verfügt über ein aufwendiges Portal, flankiert von Pilastern und freistehenden Säulen mit Steinfiguren. | BDA-Hist.: Q38151035 Status: § 2a Stand der BDA-Liste: 2025-06-30 Name: Rathaus GstNr.: .211 Rathaus Stockerau                                                                      |
| ja    | Datei hochladen | Wohn- und Geschäftshaus, Rathaus Passage HERIS-ID: 13000 Objekt-ID: 9166                          | Rathausplatz 3 Standort KG: Stockerau                            | Das Wohn- und Geschäftshaus am Rathausplatz 3 hat einen Baukern aus dem 16./17. Jahrhundert. | BDA-Hist.: Q38151139 Status: Bescheid Stand der BDA-Liste: 2025-06-30 Name: Wohn- und Geschäftshaus, Rathaus Passage GstNr.: .216                                                   |
| ja    | Datei hochladen | Kanzlei- und Wohnhaus HERIS-ID: 13002 Objekt-ID: 9168                                             | Rathausplatz 14 Standort KG: Stockerau                           | Das Standesamtsgebäude hat eine späthistoristische Fassade, die durch Pilaster gegliedert ist. Innen befinden sich Türen mit geschnitzten Köpfen. | BDA-Hist.: Q38151187 Status: Bescheid Stand der BDA-Liste: 2025-06-30 Name: Kanzlei- und Wohnhaus GstNr.: .138/1                                                                    |
| ja    | Datei hochladen | Ehem. Reiterkaserne HERIS-ID: 13005 Objekt-ID: 9171                                               | Schaumanngasse 3 Standort KG: Stockerau                          | Die ehemalige Landwehr-Kavalleriekaserne I in der Schaumanngasse wurde 1886 erbaut. | BDA-Hist.: Q38151254 Status: Bescheid Stand der BDA-Liste: 2025-06-30 Name: Ehem. Reiterkaserne GstNr.: .303/4 Cavalry barracks in Stockerau                                        |
| ja    | Datei hochladen | Ehem. Turnhalle, Automobilmuseum HERIS-ID: 13007 Objekt-ID: 9173                                  | Schießstattgasse 9 Standort KG: Stockerau                        | Die ehemalige Turnhalle, in der das Siegfried-Marcus-Automobilmuseum untergebracht ist, wurde 1884 von Josef Drechsler im Stil der Neorenaissance errichtet. Die Fassade verfügt über rustizierende Pilastergliederung und große Biforenfenster. An den Schmalseiten sind Giebel mit Wappenkartuschen zu sehen. An den Ecken sind schmiedeeiserne Laternen angebracht. Innen befinden sich unter anderem ein verkacheltes und stuckiertes Foyer sowie ein originales Treppenhaus mit Jugendstilgeländer. | BDA-Hist.: Q38151335 Status: § 2a Stand der BDA-Liste: 2025-06-30 Name: Ehem. Turnhalle, Automobilmuseum GstNr.: .155 Siegfried Marcus Automobilmuseum Stockerau                    |
| ja    | Datei hochladen | Wohnhaus, Sog. Schmidhaus, ehem. Poppingerhof HERIS-ID: 13008 Objekt-ID: 9174                     | Schießstattgasse 22 Standort KG: Stockerau                       | Das sogenannte Schmidhaus ist ein Hof des 16. Jahrhunderts mit Renaissancegiebeln. Das Tor, mit Rundgiebeln und Schwalbenschwanzzinnen mit Wappen ausgestattet, ist am Steinbogen mit 1580 und 1712 bezeichnet. | BDA-Hist.: Q38151376 Status: Bescheid Stand der BDA-Liste: 2025-06-30 Name: Wohnhaus, Sog. Schmidhaus, ehem. Poppingerhof GstNr.: .12/1                                             |
| ja    | Datei hochladen | Aufbahrungshalle HERIS-ID: 13011 Objekt-ID: 9177                                                  | Schießstattgasse 113, Aufbahrungshalle Standort KG: Stockerau    | Die Aufbahrungshalle des Stockerauer Friedhofs wurde 1956/1957 von Josef L. Kalbac geschaffen. Sie verfügt über kannelierte Pfeiler und ein Terrakottarelief mit Darstellung eines Posaunenengels. | BDA-Hist.: Q38151470 Status: § 2a Stand der BDA-Liste: 2025-06-30 Name: Aufbahrungshalle GstNr.: 351/127 Stockerau, mortuary                                                        |
| ja    | Datei hochladen | Friedhofsmauer HERIS-ID: 13012 Objekt-ID: 9178                                                    | Schießstattgasse 115 Standort KG: Stockerau                      | Der 1902 nach Plänen von Max Kropf angelegte Friedhof ist von einer secessionistischen Mauer umgeben. Ihr hoher Torbogen verfügt über Engelfiguren von Wilhelm Seib, sowie über eine Rundöffnung mit Steinkreuz. Im Friedhof befindet sich zudem eine Gruftarkade im Stil des Torbogens mit einigen separat denkmalgeschützten Epitaphen. | BDA-Hist.: Q38151502 Status: § 2a Stand der BDA-Liste: 2025-06-30 Name: Friedhofsmauer GstNr.: .670 Friedhofsmauer in Stockerau, Niederösterreich                                   |
| ja    | Datei hochladen | Pietà, Viertelstundenkreuz HERIS-ID: 13064 Objekt-ID: 9231                                        | bei Schießstattgasse 115 Standort KG: Stockerau                  | Das sogenannte Viertelstundenkreuz ist mit 1770 bezeichnet. Es befindet sich beim Eingang zum Friedhof am Ende der Schießstattgasse. Auf einem Sockel mit Eckvoluten erhebt sich ein Pfeiler, der von einer Pietà bekrönt wird. | BDA-Hist.: Q38152583 Status: § 2a Stand der BDA-Liste: 2025-06-30 Name: Pietà, Viertelstundenkreuz GstNr.: 2085                                                                     |
| ja    | Datei hochladen | Grabdenkmal/Epitaph, Familie Weineck II HERIS-ID: 21139 Objekt-ID: 17454                          | Schießstattgasse 115 Standort KG: Stockerau                      | Das Grabdenkmal Weineck II wurde im späten 19. Jahrhundert angelegt. | BDA-Hist.: Q37859243 Status: Bescheid Stand der BDA-Liste: 2025-06-30 Name: Grabdenkmal/Epitaph, Familie Weineck II GstNr.: .670                                                    |
| ja    | Datei hochladen | Grabmal Himmelbauer-Matznetter HERIS-ID: 21556 Objekt-ID: 17876                                   | Schießstattgasse 115 Standort KG: Stockerau                      | Das Grabdenkmal der Familie Himmelbauer stammt aus dem Jahr 1905. Der Fackelträger, die Flachreliefs der Verstorbenen und die secessionistische Laterne, die das Denkmal schmücken, sind aus Bronze angefertigt. | BDA-Hist.: Q37863404 Status: Bescheid Stand der BDA-Liste: 2025-06-30 Name: Grabmal Himmelbauer-Matznetter GstNr.: .670                                                             |
| ja    | Datei hochladen | Grabdenkmal/Epitaph, Familie Hellmer HERIS-ID: 21555 Objekt-ID: 17875                             | Schießstattgasse 115 Standort KG: Stockerau                      | Das Grabdenkmal der Familie Hellmer, errichtet um 1913, verfügt über eine Statue eines betenden Engels und einen Mosaikhintergrund von Leopold Forstner. | BDA-Hist.: Q37863389 Status: Bescheid Stand der BDA-Liste: 2025-06-30 Name: Grabdenkmal/Epitaph, Familie Hellmer GstNr.: .670 Hellmer-Grab in Stockerau, Niederösterreich           |
| ja    | Datei hochladen | Grabdenkmal/Epitaph, Familie Vogel HERIS-ID: 21137 Objekt-ID: 17452                               | Schießstattgasse 115 Standort KG: Stockerau                      | Das 1948 errichtete Grabdenkmal der Familie Vogel verfügt über eine Trauerfigur des Bildhauers Gustav Gurschner. | BDA-Hist.: Q37859210 Status: Bescheid Stand der BDA-Liste: 2025-06-30 Name: Grabdenkmal/Epitaph, Familie Vogel GstNr.: .670                                                         |
| ja    | Datei hochladen | Jüdischer Friedhof HERIS-ID: 99035 Objekt-ID: 115028                                              | Schießstattgasse 122 Standort KG: Stockerau                      | Der israelitische Friedhof in Stockerau hat eine Ausdehnung von 1823 m². Das Areal wurde 1874 vom örtlichen Minjan-Verein angekauft. Die 136 Gräber werden von der Gemeinde gepflegt. | BDA-Hist.: Q37773247 Status: § 2a Stand der BDA-Liste: 2025-06-30 Name: Jüdischer Friedhof GstNr.: 323/2, .404                                                                      |
| ja    | Datei hochladen | Pietà-Gruppe HERIS-ID: 13075 Objekt-ID: 9242                                                      | gegenüber Sparkassaplatz 1 Standort KG: Stockerau                | Die Pietà-Gruppe am Sparkassaplatz ist ein seltenes und bemerkenswertes Beispiel einer monumentalen und platzbeherrschenden Pietà-Gruppe. Sie wurde zwischen 1756 und 1762 vom Stockerauer Bildhauer Bernhard Schilcher geschaffen und ist mit 1762 bezeichnet. Ihre Steinbalustrade stammt aus dem Jahr 1840. Der dreiseitige Sockel verfügt über eine Kartusche und Putten, welche die Arma Christi tragen. Auf Voluten stehen die trauernden Figuren der Heiligen Maria Magdalena, Johannes und Josef von Arimathäa. Darüber befindet sich, von einem hohen Kreuz überragt, die Pietà-Gruppe.                                                                                     | BDA-Hist.: Q38152903 Status: § 2a Stand der BDA-Liste: 2025-06-30 Name: Pietà-Gruppe GstNr.: 2079/49                                                                                |
| ja    | Datei hochladen | Wohn- und Geschäftshaus, Ehemalige Brauerei HERIS-ID: 13018 Objekt-ID: 9184                       | Sparkassaplatz 2 Standort KG: Stockerau                          | Das Haus Sparkassaplatz 2 diente von 1682 bis Ende des 19. Jahrhunderts als Brauerei. Der breite spätbarocke Bau ist von einem Mansarddach mit Ziervasen gedeckt. Im gequaderten Erdgeschoß gab es ursprünglich zwei Portale, von denen das rechte heute vermauert ist. Das Obergeschoß ist durch Pilaster gegliedert und verfügt über dekorative Fensterbekrönungen mit Girlanden. | BDA-Hist.: Q38151576 Status: Bescheid Stand der BDA-Liste: 2025-06-30 Name: Wohn- und Geschäftshaus, Ehemalige Brauerei GstNr.: 4398                                                |
| ja    | Datei hochladen | Bezirksgericht HERIS-ID: 13020 Objekt-ID: 9186                                                    | Theresia Pampichler-Straße 23 Standort KG: Stockerau             | Das Bezirksgerichtsgebäude wurde 1902 errichtet. | BDA-Hist.: Q38151626 Status: § 2a Stand der BDA-Liste: 2025-06-30 Name: Bezirksgericht GstNr.: .681                                                                                 |
| ja    | Datei hochladen | Figur Johannes Sarkander HERIS-ID: 13078 Objekt-ID: 9245                                          | Unter den Linden 48, in der Nähe Standort KG: Stockerau          | Die im Jahre 1640 geschaffene Johannes-Sarkander-Statue wurde 1903 von Wilhelm Seib völlig überarbeitet oder ersetzt. | BDA-Hist.: Q38152987 Status: § 2a Stand der BDA-Liste: 2025-06-30 Name: Figur Johannes Sarkander GstNr.: 622                                                                        |
| ja    | Datei hochladen | Landesberufschule KFZ-Technik-Internat HERIS-ID: 13022 Objekt-ID: 9188                            | Unter den Linden 2 Standort KG: Stockerau                        | Ehemaliges Studentenconvict für ursprünglich 50 Schüler des Obergymnasiums, erbaut 1894/96 von Max Conrad Kropf. | BDA-Hist.: Q38151691 Status: § 2a Stand der BDA-Liste: 2025-06-30 Name: Landesberufschule KFZ-Technik-Internat GstNr.: .638 Landesberufschule Kfz-Technik-Internat Stockerau        |
| ja    | Datei hochladen | Bundesgymnasium HERIS-ID: 13023 Objekt-ID: 9189                                                   | Unter den Linden 16 Standort KG: Stockerau                       | 1864 als Landes-Unterrealschule eingerichtet, Übernahme der Kosten ab 1871 durch das Land. Erstmaliger Schulbetrieb 1872/73, 1894 Erweiterung zu einem „Landesreal- und Obergymnasium“ mit acht Schulstufen und abschließender Matura. Neubau 1907/08 durch Max Conrad Kropf. | BDA-Hist.: Q38151707 Status: § 2a Stand der BDA-Liste: 2025-06-30 Name: Bundesgymnasium GstNr.: 520/7 Gymnasium in Stockerau                                                        |
| ja    | Datei hochladen | Figur hl. Johannes Nepomuk HERIS-ID: 13071 Objekt-ID: 9238                                        | gegenüber Wienerstraße 1 Standort KG: Stockerau                  | Die Johannes-Nepomuk-Figur wurde 1723 vom Mitglied des inneren Rates Anton Dischendorfer gestiftet. Inschrift: DIVo proteCtorl sVo pos Vit antoniVs DisChenDorffer = MDCCXIII. Ursprünglich barock überbaut stand der Brückenheilige neben einer Brücke, die über den Mühlbach führte. Im Zuge der Neugestaltung der Schaumanngasse wurde die Figur von ihrem Standort am Randes des Schaumannparkes entfernt, vom Steinrestaurator Otto Blassnig saniert und 2019 neben der Brücke über den Senningbach, am Beginn der Wienerstraße neu aufgestellt. | BDA-Hist.: Q38152749 Status: § 2a Stand der BDA-Liste: 2025-06-30 Name: Figur hl. Johannes Nepomuk GstNr.: 2245/1 Johannes Nepomuk Statue - 1723, Stockerau                         |
| ja    | Datei hochladen | Bildstock Bildnischenpfeiler HERIS-ID: 13076 Objekt-ID: 9243                                      | bei Wienerstraße 38 Standort KG: Stockerau                       | Der achtseitige, hohe Schaft mit quaderförmigem Aufsatz unter Zeltdach stammt aus dem 18. Jahrhundert. | BDA-Hist.: Q38152925 Status: § 2a Stand der BDA-Liste: 2025-06-30 Name: Bildstock Bildnischenpfeiler GstNr.: 4284 Bildstock Bildnischenpfeiler in Stockerau, Wiener Straße          |
| ja    | Datei hochladen | Bildstock Nischenpfeiler HERIS-ID: 13061 Objekt-ID: 9228                                          | Standort KG: Stockerau                                           | | BDA-Hist.: Q38152508 Status: § 2a Stand der BDA-Liste: 2025-06-30 Name: Bildstock Nischenpfeiler GstNr.: 4207                                                                       |
| ja    | Datei hochladen | Nischenpfeiler HERIS-ID: 13062 Objekt-ID: 9229                                                    | Standort KG: Stockerau                                           | Der etwa 3,5 m hohe spätbarocke Nischenpfeiler ist ein Ziegelbau aus der Zeit vor 1750. Über dem rechteckigen Fundament erhebt sich ein hoher Schaft mit quadratischem Grundriss, der zwischen gekehlten Kragen- und Dachplatten ein quaderförmiges Tabernakel trägt. Die Bildnisse, die einst die vier Nischen geziert haben mögen, sind nicht mehr vorhanden. Verlorengegangen ist auch das Steinkreuz, das sich einst an der Spitze des Pyramidendaches befand. | BDA-Hist.: Q38152551 Status: § 2a Stand der BDA-Liste: 2025-06-30 Name: Nischenpfeiler GstNr.: 3963                                                                                 |
| ja    | Datei hochladen | Straßenbrücke, Aubrücke HERIS-ID: 21552 Objekt-ID: 17872                                          | Am Kellern 12, in der Nähe Standort KG: Stockerau                | Die Aubrücke über den ehemaligen Stockerauer Donauarm wurde 1923/1924 als Ersatz für eine Holzbrücke aus dem Jahr 1807 gebaut. | BDA-Hist.: Q37863340 Status: § 2a Stand der BDA-Liste: 2025-06-30 Name: Straßenbrücke, Aubrücke GstNr.: 2111/5 Stockerau, Aubrücke                                                  |
| ja BW | Datei hochladen | Hl. Johannes v. Nepomuk Statue HERIS-ID: 21553 Objekt-ID: 17873                                   | Am Damm 2 Standort KG: Stockerau                                 | Die Statue des Johannes Nepomuk am südlichen Ende der Aubrücke wurde 1764 geschaffen und wird Bernhard Schilcher zugeschrieben. Anmerkung: BDA deutet mit GstNr. 3958/6 neuen Standort an der Straße nach Leitzersbrunnerfeld an. Bei Lokalaugenschein stand die Statue an der alten Stelle (Koordinaten stimmen) mit ausgebessertem Kreuz. | BDA-Hist.: Q37863353 Status: § 2a Stand der BDA-Liste: 2025-06-30 Name: Hl. Johannes v. Nepomuk Statue GstNr.: 1879/1 (ehem.), 3958/6 Johannes Nepomuk statue - Aubrücke, Stockerau |
| ja    | Datei hochladen | Hügelgrab Löwenberg HERIS-ID: 13029 Objekt-ID: 9196                                               | Löwenfeld Standort KG: Unterzögersdorf                           | Der sogenannte Löwenberg (vgl. Leeberg) ist ein etwa sechs Meter hoher Grabhügel aus der Hallstattzeit, der 1873 vom Grafen Mannsfeld ergraben wurde. | BDA-Hist.: Q38151889 Status: Bescheid Stand der BDA-Liste: 2025-06-30 Name: Hügelgrab Löwenberg GstNr.: 449 Hügelgrab Löwenberg (Unterzögersdorf)                                   |
| ja    | Datei hochladen | Ortskapelle hl. Karl Borromäus HERIS-ID: 13083 Objekt-ID: 9250                                    | Ortsstraße 18, gegenüber Standort KG: Unterzögersdorf            | Die Ortskapelle hl. Karl Borromäus ist ein historistischer Bau von 1879/1880 mit Rundbogenapsis, Pilaster- und Gebälkgliederung und Spitzbogenfenstern. Zwischen den Giebelschrägen erhebt sich ein Fassadenturm mit Pyramidenspitzhelm und übergiebeltem Portalfeld. Im Inneren zeigen sich ein platzlgewölbtes Hauptjoch und eine Apsiskonche, die durch Doppelgurte und Pilaster gegliedert sind. Die Fenster sind mit floraler Glasmalerei ausgestattet. Auf dem mit „Jos. Cajetan Hanke“ bezeichneten Altarbild ist der Heilige Karl Borromäus zu sehen. Zur Ausstattung gehört ein Kruzifix in barockem Stil, vermutlich aus dem 19. Jahrhundert.                              | BDA-Hist.: Q38153048 Status: § 2a Stand der BDA-Liste: 2025-06-30 Name: Ortskapelle hl. Karl Borromäus GstNr.: 167 Ortskapelle hl. Karl Borromäus, Unterzögersdorf                  |
| ja    | Datei hochladen | Kruzifix/Kreuz HERIS-ID: 13084 Objekt-ID: 9251                                                    | Ortsstraße 2, nördlich Standort KG: Unterzögersdorf              | Das Holzkruzifix am östlichen Ortsende von Unterzögersdorf ist mit 1893 bezeichnet. | BDA-Hist.: Q38153064 Status: § 2a Stand der BDA-Liste: 2025-06-30 Name: Kruzifix/Kreuz GstNr.: 235                                                                                  |
| ja    | Datei hochladen | Lichtsäule HERIS-ID: 13086 Objekt-ID: 9253                                                        | Standort KG: Unterzögersdorf                                     | An einer Feldwegkreuzung nördlich von Unterzögersdorf erhebt sich ein dreiseitiger Pfeiler mit Nischenaufsatz. | BDA-Hist.: Q38153083 Status: § 2a Stand der BDA-Liste: 2025-06-30 Name: Lichtsäule GstNr.: 24 Lichtsäule (Unterzögersdorf)                                                          |
| ja    | Datei hochladen | Kruzifix/Kreuz, Vom bitteren Leiden Jesu HERIS-ID: 99080 Objekt-ID: 115100                        | Ortsstraße 38, in der Nähe Standort KG: Unterzögersdorf          | Ein Steinkreuz auf quadratischem Sockel mit verwitterter Inschrift steht beim Autobahnknoten Stockerau. | BDA-Hist.: Q37773457 Status: § 2a Stand der BDA-Liste: 2025-06-30 Name: Kruzifix/Kreuz, Vom bitteren Leiden Jesu GstNr.: 135                                                        |